# Fairfield (motorfiets)
Fairfield is een Brits historisch merk van motorfietsen.
De bedrijfsnaam was: Alfred Forster Motorcycles, 41 Mersey Street, Warrington.
Alfred Forster begon in 1914 met de productie van motorfietsen, die allemaal een 269cc-tweetaktmotor hadden, maar in verschillende uitvoeringen konden worden geleverd. Er waren modellen met directe riemaandrijving, maar ook modellen met een Armstrong-drieversnellingsnaaf. Ze hadden een Druid-voorvork. Een jaar later legde het Britse War Department door het uitbreken van de Eerste Wereldoorlog bijna de hele Britse motorfietsindustrie stil vanwege de materiaalschaarste die de oorlogsproductie in gevaar zou kunnen brengen. Dat betekende het einde voor het merk Fairfield.